# Verbotene Liebe

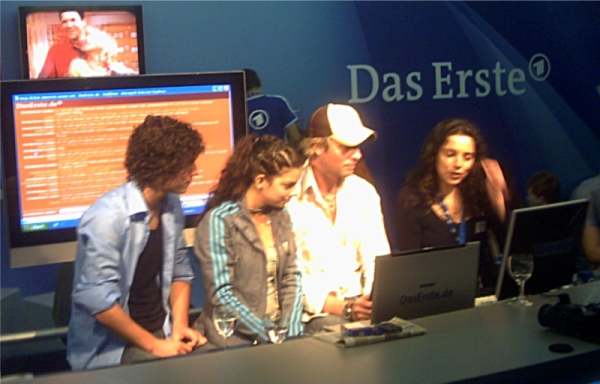
Actores de la serie alemana de TV "Verbotene Liebe" en una charla en línea en IFA 2005 en Berlín

Verbotene Liebe (literalmente Amor prohibido, abreviada como VL) es una serie de televisión alemana transmitida originalmente por Das Erste desde el 2 de enero de 1995 hasta el 26 de junio de 2015.

## Elenco

### Miembros del reparto actuales
| Actor/Actriz         | Personaje                              | Año                                          |
| -------------------- | -------------------------------------- | -------------------------------------------- |
| Daniel Axt           | Jannik Anders                          | 2015–                                        |
| Marc Barthel         | Tim Helmke                             | 2014–                                        |
| Wolfram Grandezka    | Ansgar von Lahnstein                   | 2004–                                        |
| Mickey Hardt         | Dr. Josef "Jo" Helmke                  | 2014–                                        |
| Jens Hartwig         | Tristan von Lahnstein                  | 2009–                                        |
| Tatjana Kästel       | Rebecca von Lahnstein (#2)             | 2012–                                        |
| Christoph Kottenkamp | Frank Helmke                           | 2011–2012, 2013–                             |
| Miriam Lahnstein     | Tanja von Lahnstein, Wittkamp          | 1995–1998, 2001, 2004–                       |
| Gabriele Metzger     | Charlotte "Charlie" Schneider          | 1995–                                        |
| Nicole Mieth         | Kimberly "Kim" von Lahnstein Wolf (#2) | 2011–                                        |
| Stefanie Rösner      | Mila von Draskow                       | 2015–                                        |
| Nic Romm             | Frederic Schwarz                       | 2015–                                        |
| Sebastian Schlemmer  | Sebastian von Lahnstein (#2)           | 2009–                                        |
| Bastian Semm         | Martin Vogt                            | 2015–                                        |
| Martina Servatius    | Elisabeth von Lahnstein, Cornelius     | 1999–                                        |
| Florian Wünsche      | Emilio Sanchez                         | 2011–                                        |
| Verena Zimmermann    | Nicola "Nico" von Lahnstein, Brandner  | 2002–2006, 2006–2007, 2008, 2010–2012, 2015– |

### Miembros del reparto anteriores
| Actor/Actriz                           | Personaje                               | Año                        |
| -------------------------------------- | --------------------------------------- | -------------------------- |
| Manuela Alphons                        | Barbara von Sterneck (#2)               | 1995–1999                  |
| Janina Isabell Batoly                  | Bella Jacob, Schneider                  | 2012–2015                  |
| Frank Behnke                           | Alexander "Alex" Wiegand                | 1995, 1996, 2006, 2007     |
| Matthias Beier                         | Jonas Schelling                         | 2000–2001                  |
| Stefanie Bock                          | Leonie Richter                          | 2011–2013                  |
| Kay Böger                              | Dr. Thomas "Tom" Seifert                | 1999–2003, 2005            |
| Nina Bott                              | Julia Mendes, Anstetten, Kaufmann (#2)  | 2011–2012                  |
| Nadine Brandt                          | Stefanie "Steffi" Sander (#2)           | 1997–2000, 2005            |
| Heike Brentano                         | Sylvia Jones, Novak                     | 2002–2005, 2006            |
| Andreas Brucker                        | Jan Brandner (#1)                       | 1995–1997                  |
| Ruth Brück († 27 de julio de 1998)     | Erna Prozeski, Breitner †               | 1997–1998                  |
| Nils Brunkhorst                        | Robin Brandner                          | 2002–2005                  |
| Yvonne Burbach                         | Cécile de Maron †                       | 2001–2006                  |
| Jeaninne Burch                         | Beatrice von Beyenbach, Allendorf †     | 2001–2003                  |
| Ingrid Capelle                         | Fiona Beckmann †                        | 1995–1996 († 1998)         |
| Isabelle Carlson                       | Barbara von Sterneck (#1)               | 1995                       |
| Günter Clemens                         | Martin von Beyenbach (#1)               | 2000–2001                  |
| Michaela Conrad                        | Gabriela "Ela" Anders                   | 1996–1997                  |
| Katharina Dalichau                     | Hanna Novak †                           | 2002–2004                  |
| Inez Bjørg David                       | Vanessa von Beyenbach                   | 2003–2006                  |
| Raphaela Dell                          | Erika Sander                            | 1996, 1997–2000, 2005      |
| Till Demtrøder                         | Thomas Wolf                             | 2011–2014                  |
| Kristina Dörfer                        | Olivia Schneider †                      | 2006–2009                  |
| Christoph Dostal                       | Lukas Roloff                            | 2001–2002                  |
| Solveig Duda                           | Marie von Anstetten, Beyenbach †        | 2000–2003, 2006 († 2011)   |
| Sam Eisenstein                         | David McNeil (Fabian Weiland)           | 2003–2005                  |
| Henrike Fehrs                          | Alexa Berg †                            | 2013–2015                  |
| Patrik Fichte                          | Henning von Anstetten (#3) †            | 2000–2002                  |
| Diana Frank                            | Katja Brandner †                        | 2008                       |
| Clara Gerst                            | Lara Cornelius, Ryan (#2)               | 2014–2015                  |
| Regina Gisbertz                        | Gina Fröhlich                           | 1995–1997                  |
| Meike Gottschalk                       | Sophie Levinsky                         | 1995–1997, 2005            |
| Hubertus Grimm                         | Jan Brandner (#2)                       | 2011–2012                  |
| Thomas Gumpert                         | Johannes von Lahnstein †                | 2003–2008                  |
| Christine Hatzenbühler                 | Bastiane von Dannenberg                 | 1997–1998                  |
| Katrin Heß                             | Judith Hagendorf                        | 2008–2009                  |
| Tabea Heynig                           | Anne Siebert                            | 2006–2007                  |
| Claudia Hiersche                       | Carla von Lahnstein                     | 2003–2009, 2010            |
| Broder Hinrichsen                      | Dr. Gero von Sterneck (#2)              | 1995–1997, 1998–1999, 2005 |
| Aline Hochscheid                       | Jaqueline "Jackie" Lamers               | 1995–1999, 2005            |
| Markus Hoffmann († 1 de enero de 1997) | Henning von Anstetten (#1)              | 1995–1996                  |
| Shai Hoffmann                          | Fabian Brandner                         | 2008, 2009                 |
| Lilli Hollunder                        | Lisa Brandner, Hansen (#2)              | 2005–2008                  |
| Ron Holzschuh                          | Bernhard "Bernd" von Beyenbach          | 2003–2007                  |
| Alex Huber                             | Florian Brandner (#2)                   | 2002–2004                  |
| Steve Hudson                           | Philipp Brandner                        | 1999–2000, 2005            |
| Gerry Hungbauer                        | Martin von Beyenbach (#2) †             | 2001–2003                  |
| Andreas Jancke                         | Gregor Mann                             | 2005–2010                  |
| Isa Jank                               | Clarissa von Anstetten, Clara Prozeski  | 1995–2001, 2011–2013       |
| Nils Julius                            | Patrick Brockmann                       | 1997–1999                  |
| Andreas Jung                           | Benedikt "Ben" von Anstetten †          | 1996                       |
| Sina-Valeska Jung                      | Sarah von Lahnstein, Hofmann, Käppler   | 2006–2009                  |
| Vanessa Jung                           | Jana von Lahnstein, Brandner (#2) †     | 2005–2008                  |
| Nina Juraga                            | Maximiliane "Max" Frei                  | 2005–2006, 2007            |
| Stephan Käfer                          | Philipp zu Hohenfelden †                | 2010–2011                  |
| Joscha Kiefer                          | Sebastian von Lahnstein (#1)            | 2007–2009                  |
| Kristian Kiehling                      | Juri Adam                               | 2013                       |
| Jana Julie Kilka                       | Jessica Stiehl                          | 2010–2014                  |
| Stefan Kirch                           | Felix von Beyenbach (#2)                | 2003–2006                  |
| Ingo Klünder                           | Peter Kaufmann                          | 1999–2000                  |
| Melanie Kogler                         | Marlene von Lahnstein, Wolf             | 2011–2014                  |
| Sven Koller                            | David Brandner                          | 2008–2010                  |
| Frédéric A. Komp                       | Florian Brandner (#1)                   | 1995–1996, 1997, 1998      |
| Lars Korten                            | Dr. Leonard von Lahnstein               | 2004–2009                  |
| Peter Kotthaus                         | Nils Petersen                           | 1998, 1999                 |
| Kerstin Kramer                         | Alexandra "Alexa" Seifert               | 2000–2004                  |
| Konrad Krauss                          | Arno Brandner †                         | 1995–2012                  |
| Joachim Kretzer                        | Paul Schöner                            | 1996–1997                  |
| Franziska Kruse                        | Eva Baumann †                           | 2013–2014                  |
| Tanja Lanäus                           | Juliane "Jule" Roth                     | 2000–2002                  |
| Kerstin Landsmann                      | Katharina "Kati" von Sterneck (#2)      | 1995–2001, 2005            |
| Clemens Löhr                           | Simon Roloff                            | 2000–2002, 2005            |
| Jasmin Lord                            | Rebecca von Lahnstein (#1)              | 2008–2011                  |
| Sotiria Loucopoulos                    | Nicole Büchner                          | 1995–1996                  |
| Manou Lubowski                         | Gero von Sterneck (#1)                  | 1995                       |
| Milan Marcus                           | Constantin von Lahnstein                | 2004–2008, 2009, 2010–2011 |
| Krystian Martinek                      | Ludwig von Lahnstein †                  | 2009–2013 († 2014)         |
| Hendrik Martz                          | Henning von Anstetten (#2)              | 1998–2000                  |
| Marina Mehlinger                       | Milena "Milli" Prozeski, Sander         | 1997–2000, 2001, 2005      |
| Hakim Meziani                          | Alexander von Deinburg-Thalbach         | 1997–1998                  |
| Gojko Mitić                            | Roberto Fiorani                         | 1996, 1997                 |
| Dirk Moritz                            | Dr. Daniel Fritzsche (#2)               | 2011–2012                  |
| Christoph Mory                         | Hagen von Lahnstein (#2)                | 2011–2013, 2014            |
| Mascha Müller                          | Luise von Waldensteyck                  | 2009–2010                  |
| Valerie Niehaus                        | Julia Sander, Anstetten, Kaufmann (#1)  | 1995–1997                  |
| Regina Nowack                          | Iris Brandner, Sander †                 | 1995–1996                  |
| Philipp Oehme                          | Thore Hellström                         | 2013–2014                  |
| Thomas Ohrner                          | Matthias Brandner                       | 2008–2010                  |
| Sascha Pederiva                        | Sascha Vukovic                          | 2013–2015                  |
| Roland Pfaus                           | Tim Sander †                            | 1996–1998 († 2001)         |
| Andreas Potulski                       | Felix von Beyenbach (#1)                | 2001–2003                  |
| Markus Prinz                           | Daniel Fritzsche (#1)                   | 1999–2002                  |
| Kerstin Radt                           | Gabriella Santos                        | 1999–2002                  |
| Kim Riedle                             | Giselle Schulz                          | 2014                       |
| Simone Ritscher                        | Maria di Balbi (Maria Galdi) †          | 2009–2011                  |
| Dominic Saleh-Zaki                     | Andreas "Andi" Fritzsche                | 2001–2007, 2009–2015       |
| Claudia Scarpatetti                    | Susanne Brandner                        | 1995–1997, 2005–2008, 2012 |
| Mariangela Scelsi                      | Carola "Coco" Faber                     | 2004–2008                  |
| Patricia Schäfer                       | Viktoria Wolf, soltera Heinemann †      | 2011–2013                  |
| Alexandra Schalaudek                   | Anna Konrad                             | 1995–1997                  |
| Dinah Alice Schilffarth                | Cleo Winter (Gisela "Gilla" Köster) †   | 1996–1998                  |
| Thore Schölermann                      | Christian Mann                          | 2006–2012, 2013            |
| Tobias Schönenberg                     | Paul Brandner, adoptado                 | 2005–2007                  |
| Karoline Schuch                        | Lara Cornelius, Ryan (#1)               | 2000–2002                  |
| Remo Schulze                           | Timo Mendes, Anstetten                  | 2011–2013                  |
| Daniel Sellier                         | Dr. Ricardo Mendes                      | 2011–2014                  |
| Katja Sieder                           | Caroline "Caro" Schulz                  | 2013–2014                  |
| Friederike Sipp                        | Jana Brandner (#1)                      | 2002–2005                  |
| Andi Slawinski                         | Heino Toppe †                           | 1997–2000                  |
| Julia Sontag                           | Martha Wolf                             | 2013                       |
| Carsten Spengemann                     | Mark Roloff †                           | 1999–2003                  |
| Insa Magdalena Steinhaus               | Katharina "Kati" von Sterneck (#1)      | 1995                       |
| Andreas Stenschke                      | Ulrich "Ulli" Prozeski                  | 1997–2000, 2001, 2005      |
| Andrea Suwa                            | Jessica von Deinburg-Thalbach, Prozeski | 1997–1998                  |
| Susanne Szell                          | Birglinde "Biggi" Schuhmann             | 2013–2014                  |
| Lina Tiedtke                           | Franziska von Beyenbach                 | 2001–2003, 2006            |
| Lisa Tomaschewsky                      | Kimberly "Kim" Wolf (#1)                | 2011                       |
| Freya Trampert                         | Nina Ryan                               | 1998–2001, 2002            |
| Herbert Ulrich                         | Lars Schneider                          | 2002–2005, 2006–2008       |
| Theresa Underberg                      | Lydia von Lahnstein, Brandner           | 2008–2011                  |
| Jutta Unterlercher                     | Carolin von Anstetten, Mohr             | 1998–2000, 2005            |
| Tom Viehöfer                           | Hagen von Lahnstein (#1)                | 2011                       |
| Mirco Wallraf                          | Ramon Santos †                          | 1995–1998                  |
| Renée Weibel                           | Dr. Helena von Lahnstein                | 2009–2012                  |
| Jo Weil                                | Oliver "Olli" Sabel                     | 2000–2002, 2007–2015       |
| Tanja Wenzel                           | Isabell Brandner, Mohr                  | 1999–2004                  |
| Daniel Wiemer                          | Dennis Krüger                           | 1997–1999, 2000, 2005      |
| Stefan Wilhelmi                        | Tilmann Fritzsche †                     | 1998–1999                  |
| Luke J. Wilkins                        | Christian Toppe                         | 1999–2001                  |
| Diane Willems                          | Dana Wolf                               | 2011–2014                  |
| Jenny Winkler                          | Nathalie Brandner, Käppler              | 2004–2010                  |
| Anne Wis                               | Stella Mann                             | 2008–2009, 2010            |
| Christian Wunderlich                   | Frank Levinsky                          | 1995, 1996–1999            |
| Sascha Zaglauer                        | Rajan Rai †                             | 1996–1997                  |
| Luca Zamperoni                         | Nikolaus "Nick" Prozeski                | 1997–2000, 2001, 2005      |
| Jürgen Zartmann                        | Christoph von Anstetten †               | 1995–2000                  |
| Peter Zintner                          | Walter Prozeski †                       | 1997–1998                  |
| Andreas Zimmermann                     | Markus Fröhlich                         | 1996–1997                  |
| Klaus Zmorek                           | Adrian Degenhardt                       | 2007–2009                  |